# Château de Montbrun (Montbrun-Bocage)
Pour les articles homonymes, voir Château de Montbrun.
Le château de Montbrun est un château fort des XIIe et XVe siècles, situé en France sur la commune de Montbrun-Bocage, dans le département de la Haute-Garonne.

## Description
En 1667, le château est décrit comme en piteux état. Monsieur de Froidour, envoyé dans les Pyrénées par Louis XIV pour mettre de l’ordre dans les forêts royales, s’y arrête parce que souffrant, du 23 au 26 août 1667. Il y remarque les restes du château primitif sous la forme d’une tour carrée renfermant l'escalier et défendue par des meurtrières et d’un méchant corps de logis auquel on accède par un perron tout brisé. Auprès de ces vestiges, le nouveau château n'est qu'un corps de logis avec une petite cour fort étroite. Il n'a plus rien de redoutable et il est très délabré. 
En 1885, M. Adoue, instituteur à Montbrun, note dans sa monographie que « les trois-quarts de cette construction sont intacts ; le quart manquant a été démoli à dessein par M. de Lapasse, alors propriétaire du manoir. Le rez-de-chaussée de la partie conservée offre une demeure somptueuse. Au deuxième étage, dans la chambre de la tour occidentale, se trouve intact le lit du seigneur. Les quatre colonnes qui servent de pieds, montent, en s'arc-boutant, de façon à former un beau ciel. »
1918. Le château est abandonné au lendemain de la Grande Guerre et recommence à tomber en ruines.

## Histoire
Le château de Montbrun faisait partie en 1229 de l’hommage de Roger de Franco de Casali au comte de Foix, Roger-Bernard II. Il est ensuite cité en 1263 dans le dénombrement des possessions que le comte de Foix tenait du roi de France : « Item, castrum de Montebruno ; et villarium de Castelono, et nemora de Argan ; et castra de Camarada et de Montefano. ».

### Famille de Montégut
La seigneurie appartient à la fin du XIIIe siècle à Anglésie de Montagut/Montégut, fille de défunt B. de Montagut et épouse de Gérin d'Amploputeo écuyer. En 1295, elle rend hommage au comte de Foix pour le château et le village de Montbrun. Guérin d’Amploputeo, au nom de sa femme Anglésie de Montagut, rédige les droits et les devoirs des habitants, en octroyant, en 1280, une charte de coutumes, complétée en 1283. Une copie de la même époque de cette charte est conservée aux Archives départementales du Gers, inventoriée sous le n° 13300 bis, nouveau fonds; elle est rédigée dans ce village situé sur la limite même du gascon et du languedocien.
Anglésie de Montagut épouse en secondes noces Thibaud de Lévis, deuxième fils de Guy III de Lévis et d’Isabelle de Marly, à qui elle apporte la seigneurie de Montbrun. Thibaud de Lévis meurt en 1309 et un peu plus tard son épouse transporta au roi Philippe IV le Bel toutes ses possessions de Montagut et autres places. En 1315 elle désavoua les hommages rendus au comte de Foix et prétend relever du Comte de Toulouse depuis cent ans.

### Famille de Lévis
Anglésie de Montagut et Thibaud de Lévis laissent trois enfants : 
- Thibaud II de Lévis-Montbrun, baron de Montbrun,
- Gaillarde, dame de Montagu, mariée à Guillaume de Narbonne,
- Anglésie de Lévis-Montbrun, mariée à Pierre, seigneur de Bueil.

Thibaud III de Lévis-Montbrun a eu trois filles de sa femme :
- Gabrielle, mariée à Pons de Villemur, avant le 4 août 1424, date de sa quittance de dot,
- Eléonore, mariée à Raymond-Roger de Comminges-Couserans sire de Soulan, fils cadet du vicomte Raymond-Roger de Couserans,
- Jeanne.

Le 18 décembre 1447, Thibaud III de Lévis fait donation à sa fille Gabrielle des seigneuries de Montbrun, de Lescure et de Montastruc. Cependant, Jeanne intente, dès 1449, un procès à sa sœur, ce qui a pour effet en 1454 de faire retirer à Pons de Villemur sa juridiction sur la seigneurie de Montbrun et de la placer sous la main du roi. C'est seulement le 18 avril 1460 qu'un arrêt du Parlement de Paris accordait un quart des revenus des seigneuries de Montbrun, Montastruc et Lescure, aux Comminges qui passaient un accord avec Pons de Villemur le 29 juillet 1462.

### Famille de Villemur
Jacques de Villemur (branche cadette des premiers vicomtes de Villemur), baron de Pailhès et de Saint-Paul-de-Jarrat, au comté de Foix, gouverneur de ce comté après son père Gaspard, par commission du 25 janvier 1566. Il fut remplacé par son fils Blaise de Villemur le 21 janvier 1583. Celui-ci céda peu après la place au protestant d’Audois. Quoique bon catholique comme son père et son grand-père, il resta toujours fidèle au roi de Navarre, son suzerain. (futur Henri IV)
Bertrand de Villemur, fils aîné de François, est le dernier descendant mâle de la famille. Il est blessé en 1570, pendant les guerres de religion entre catholiques et protestants, d'un coup d'arquebuse à la cuisse, au siège du  château de Carlat et mourut peu de temps après la même année des suites de sa blessure, ce dont témoigne l'ancienne litre funèbre. Il fut enterré à Montbrun.
Bertand de Villemur avait fait sa sœur Briette héritière universelle de tous ses biens. Mariée à Jean de Comminges, elle essaya de se débarrasser de son mari et de son beau-père en les empoisonnant. Sur la fin de sa vie, après avoir été bannie du royaume et condamnée à avoir la tête tranchée place Saint-Georges, à  Toulouse, elle rentra à Montbrun où elle mourut en 1571 en déshéritant ses neveux et en léguant Montbrun à Georges de Foix, seigneur de la Gardiolle.
Les filles de François de Villemur, sœurs de Bertrand et de Briette, intentèrent avec succès une action devant le Parlement de Paris contre les prétentions de Georges de Foix et celles des sieurs de Pailhès et de Négrepelisse, puis passèrent entre elles le 15 août 1587, une transaction attribuant à l'une d'elles, Anne de Villemur, épouse de Jean de Saint-Lary, la terre de Montbrun.

### Famille de Gondrin de Bellegarde
Anne de Villemur, épouse du Sieur Jean de Saint-Lary de Bellegarde, fait d'ailleurs donation de tous ses biens dans le château de Montbrun le 2 novembre 1587 à son fils Roger II de Bellegarde, grand écuyer, et à sa sœur Paule de St-Lary. Celle-ci s'est mariée en secondes noces à Antoine-Arnaud de Pardaillan, seigneur de Gondrin, marquis d’Antin et de Montespan, chevalier des Ordres du roi.

### Famille de Lapasse et Miramont
On ne sait pas dans quelles circonstances Montbrun devint la propriété de la famille de Lapasse, qui le remit en état au début du XIXe siècle. 
Jean-Bertrand et Anne Bouche laissent deux filles
- Pauline de Lapasse, sans descendance, décédée au château de Montbrun, le 19 août 1872.
- Lisette-Émilie de Lapasse, née à Montbrun le 27 septembre 1810, qui épouse à Montbrun le 24 février 1835 Louis Miramont, né à Montbrun le 1er juillet 1807, notaire royal à Labastide-de-Besplas.